# Rhodaanse Republiek
De Rhodaanse Republiek (Frans: République rhodanienne) was een napoleontische republiek in het Zwitserse kanton Wallis (Valais), die bestond van 1802 tot 1810. De Rodaanse Republiek is te onderscheiden van de Rhodanische Republiek, die nooit werkelijk heeft bestaan.

## Geschiedenis

### Rhodanische Republiek
Napoleon Bonaparte had lang getracht om het Oude Eedgenootschap, dat op dat moment de Confederatie van de XIII kantons was, te onderwerpen om zo de Franse militaire operaties in Italië en rond de Alpen te vergemakkelijken. Op verschillende manieren had hij geprobeerd om Zwitserland of in elk geval een deel daarvan aan zich te onderwerpen. De Franssprekende en op Frankrijk georiënteerde kantons Genève, Vaud en Wallis leken uitermate geschikt om dit doel te bereiken.

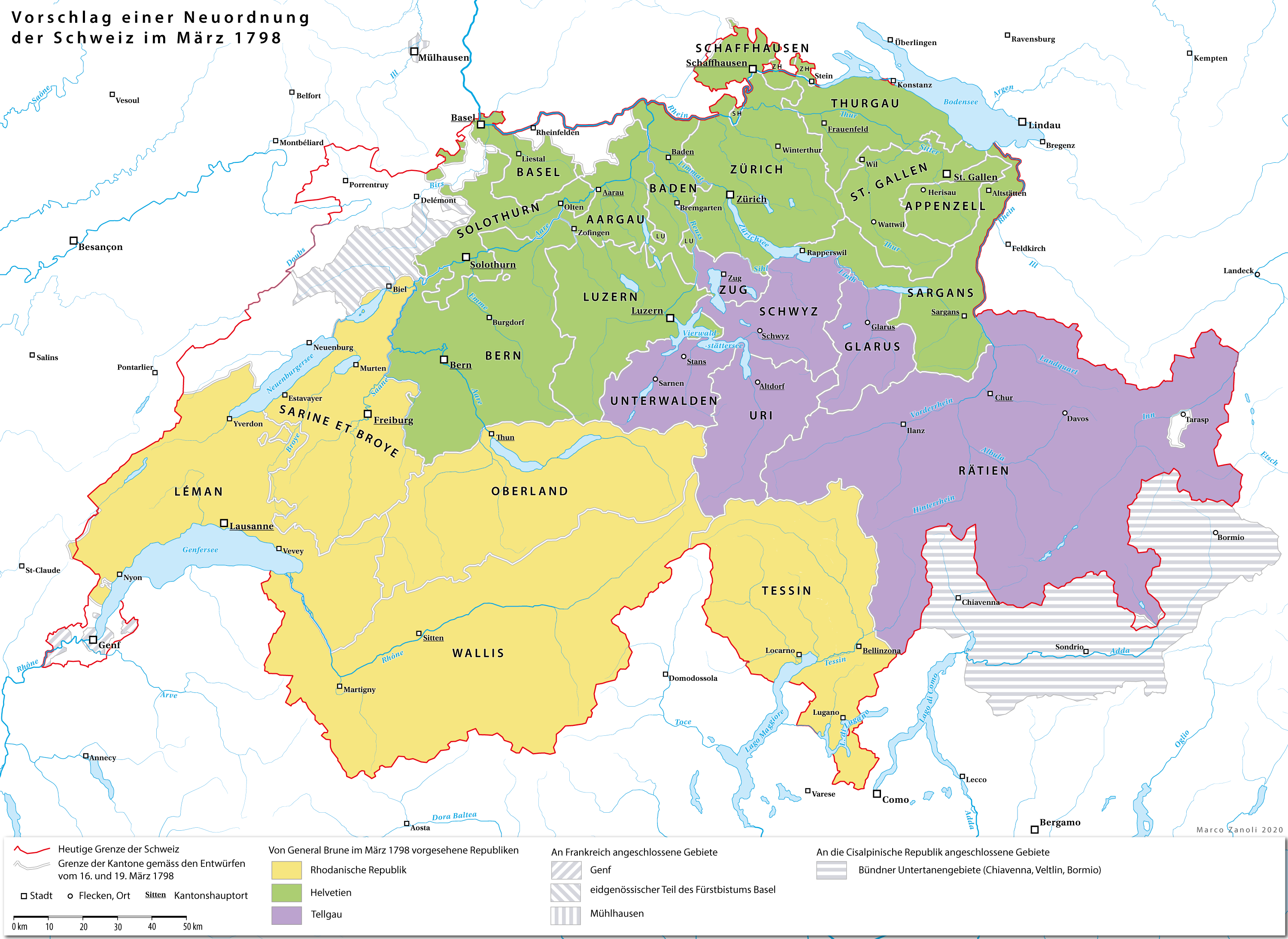
De Rhodanische Republiek in het voorstel van Guillaume Brune linksonder in geel.

Napoleon was van plan om een aantal vazalstaten in dit gebied te creëren. Toen het kanton Léman werd gevormd, probeerde hij dit plan door te zetten door uit een deel van het gebied van het nieuwe kanton de zogeheten Rhodanische Republiek te vormen.
In maart 1798 werd de Franse generaal Guillaume Brune naar het kanton Léman gestuurd met het doel om er de Rhodanische Republiek (République rhodanique) op te richten. De regering, de kantonnale prefect en de rechtbanken zetelden in Lausanne, gelegen aan de noordelijke oevers van het Meer van Genève, in het Frans het Lac Léman genoemd. Het kanton was verdeeld in 17 administratieve districten met aan het hoofd een onderprefect (sous-prefet). Léman zou in de plannen van Brune een van de vijf kantons, als puur administratieve eenheden, van de Rhodanische Republiek worden.
Het plan tot oprichting van de Rhodanische Republiek werd in 1798 voorlopig opgeschort toen de napoleontische troepen het kanton Wallis binnenvielen. Hierna werd op 16 maart de Republiek van de Tien Gemeenten uitgeroepen, die op 1 mei als het kanton Wallis zou worden ingelijfd in de Helvetische Republiek.

### Rhodaanse republiek
De Helvetische Republiek was een Franse vazalstaat en voldeed een tijdlang aan de doelstellingen van Napoleon, maar raakte door interne conflicten instabiel. De interne crisis in de Helvetische Republiek bereikte zijn hoogtepunt in 1802. Net op dat moment stond Napoleon te springen om een veilige passage door de bergpassen naar Italië en de verbinding tussen Frankrijk en Italië open te houden.
Hiertoe werd het idee van de Rhodanische Republiek nieuw leven ingeblazen. Ditmaal vormde Napoleon simpelweg alleen het kanton Wallis tot de Rhodaanse Republiek (République rhodanienne), onafhankelijk van de Helvetische Republiek, die nog maar een paar maanden zou bestaan. Door deze constructie had Napoleon zijn handen vrij en kon hij de route naar Italië veiligstellen.
In 1810 verklaarde Napoleon de republiek alsnog deel van het Franse keizerrijk als het departement Simplon. In 1813 werd de onafhankelijkheid hersteld en op 4 augustus 1815 trad het als kanton Wallis uiteindelijk toe tot de Confederatie van de XXII kantons.